# Stabilisator (Automobil)

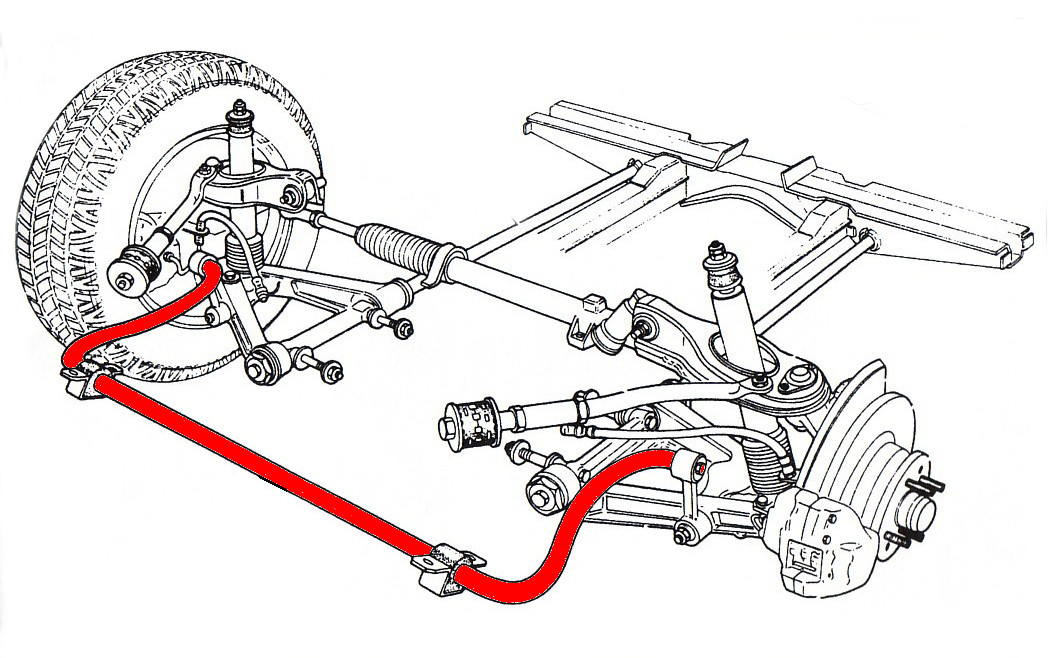
Stabilisator an einer Doppelquerlenkerachse (Alfetta, vorn)

Der Stabilisator ist eine Feder im Fahrwerk eines Automobils, die den bei Kurvenfahrt entstehenden Wankwinkel reduziert und mit dem das Eigenlenkverhalten bei großen Querbeschleunigungen abgestimmt wird.
Ein bei Eisenbahnfahrzeugen verwendeter Stabilisator wird als Wankstütze bezeichnet.

## Bauarten und Funktionsweise

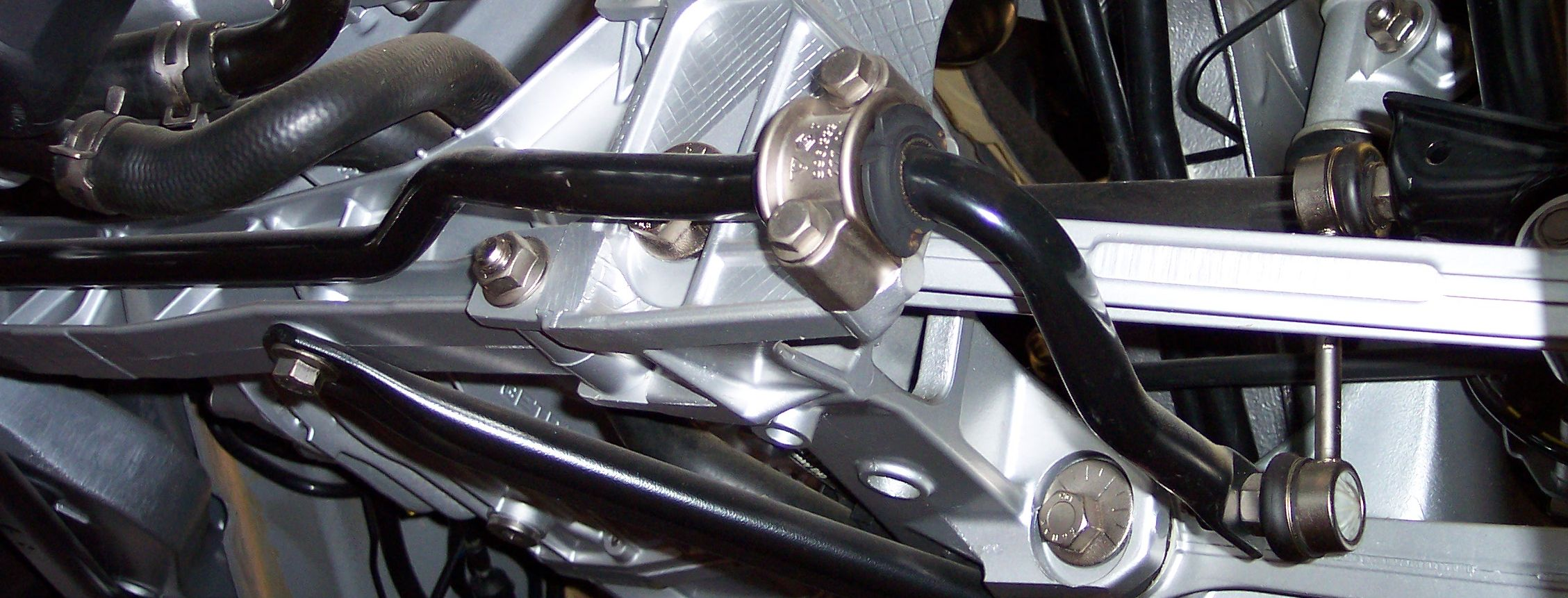
Porsche 911: hinterer Stabilisator (vorn), Pendelstütze zum Radträger (hinten)
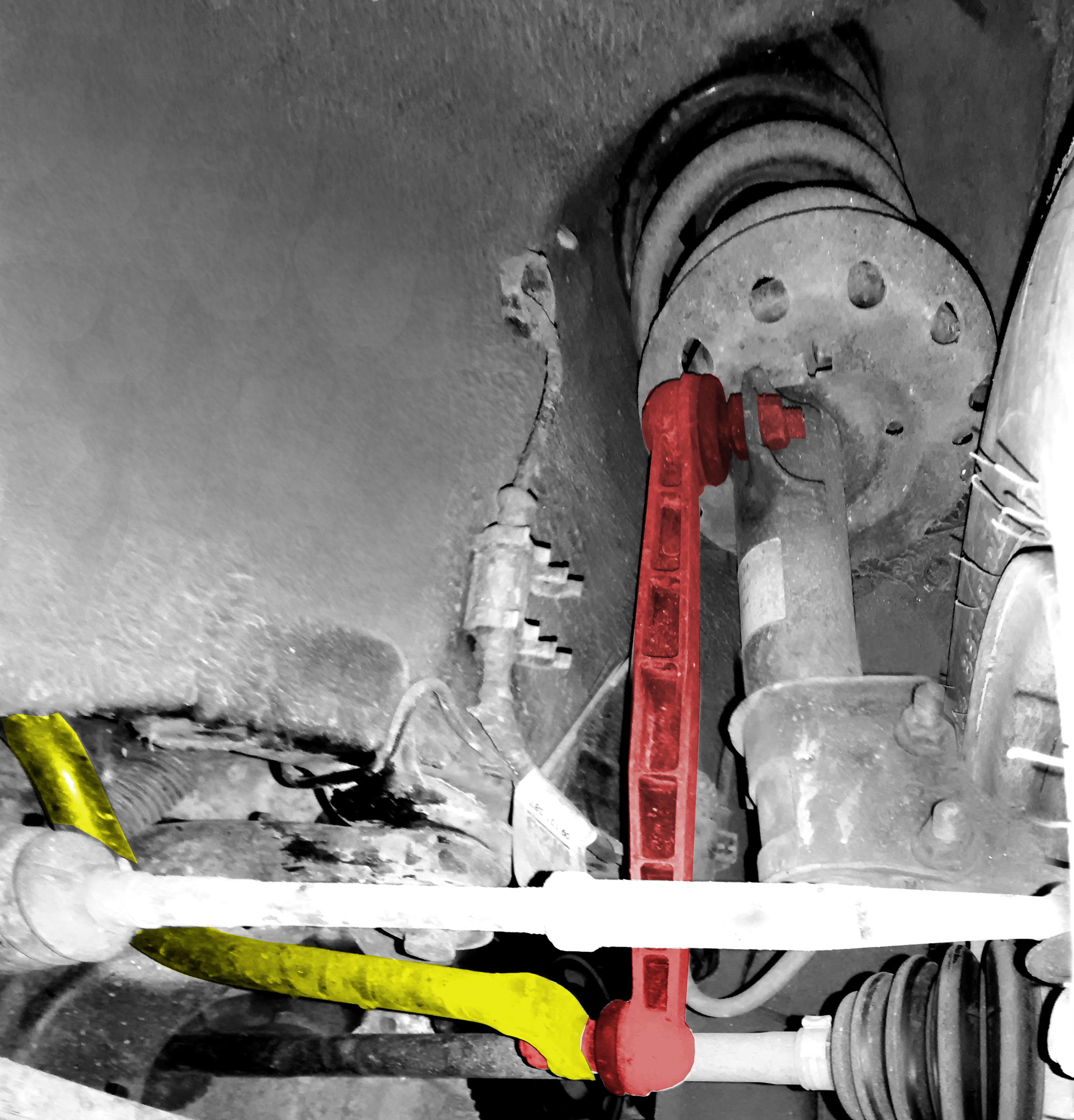
eine Vorderachse: Stabilisator (gelb), Pendelstütze (rot) zu MacPherson-Federbein

In der Regel ist der Stabilisator eine Drehstabfeder, d. h. ein Rundstahl mit gleichsinnig umgebogenen Enden (U-förmig, zwei Hebelarme), der die Räder einer Achse verbindet. Der gerade Mittelteil ist üblicherweise am Fahrzeugaufbau drehbar gelagert, die beiden Hebelarme sind jeweils über eine Koppelstange an den Radträger oder über eine Pendelstütze an den Lenker gekoppelt (siehe nebenstehende Abbildungen). Bei Starrachsen können Drehlagerung und Ankopplung vertauscht sein: Stabilisator-Mittelteil an der Achse, Hebelarme am Fahrzeugaufbau. Bei der MacPherson-Achse war der Stabilisatorarm ursprünglich Teil des unteren Dreieckslenkers und damit radführend.
Bei Kurvenfahrt entstehen durch die Wankneigung Federwegdifferenzen kurvenaußen/-innen. Sie lenken den Drehstab aus und führen zu Radlastdifferenzen. Diese wirken dem Wankmoment entgegen, das durch die Fliehkraft am Fahrzeugaufbau entsteht; der Wankwinkel wird reduziert und die Wankmomentenverteilung in Richtung dieser Achse verlagert. Die Radlastdifferenzen der Achse werden durch den Stabilisator vergrößert und beeinflussen auf Grund des degressiven Verlaufs der Seitenkraft des Reifens über der Radlast das Eigenlenkverhalten, insbesondere im Grenzbereich. Das erwünschte untersteuernde Verhalten erfordert im Allgemeinen eine Umverteilung des gesamten abgestützten Wankmoments auf die Vorderachse. Deshalb ist an der Vorderachse fast immer ein Stabilisator vorzusehen. An der Hinterachse hingegen wird durch einen Stabilisator die Untersteuertendenz verringert. 
Der Stabilisator hat nicht nur wünschenswerte Eigenschaften. So verschlechtert er den Schwingungskomfort, indem in der Fahrpraxis durch die nicht exakt gleichsinnige Bewegung der Vorder- bzw. Hinterräder eine Federverhärtung durch den Stabilisator eintritt. Diese wird durch die elastische Lagerung des Drehstabs bei kleinen Anregungen reduziert. Mit aktiven Stabilisatoren kann der Zielkonflikt Fahrdynamik und Fahrkomfort besser gelöst werden.
Beim gleichsinnigen Ein- und Ausfedern beider Räder einer Achse, z. B. beim Bremsnicken, hat der Stabilisator keine Wirkung, da seine beiden Hebelarme in die gleiche Richtung mitgenommen werden.
Bei Fahrzeugen mit Querblattfeder kann diese die Funktion des Stabilisators mit übernehmen. Sie ist dann nicht in der Mitte fest eingespannt, sondern in zwei auseinanderliegenden Punkten am Wagenkörper gelenkig befestigt, die Enden sitzen an den Radträgern. Beim wechselseitigen Federn wird sie dann S-förmig gebogen.

## Ausgleichsfeder
Kombiniert man weichere Tragfedern mit einer Ausgleichsfeder, so wird das abgestützte Wankmoment in Richtung der anderen Achse verlagert; der Wankwinkel vergrößert sich. Die Ausgleichsfeder hat somit die umgekehrte Wirkung eines Stabilisators. Ausgleichsfedern sind grundsätzlich nur bei Pkw mit hohem Rollzentrum sinnvoll. Sie wurden bis in die 1980er Jahre (beim VW Käfer aus deutscher Produktion bis 1978) an der Hinterachse heckangetriebener Fahrzeuge mit Pendelachse eingesetzt, um deren Übersteuerneigung zu reduzieren.

## Aktive Stabilisatoren
Die Verwendung immer steiferer Stabilisatoren zur Reduktion des Wankwinkels in der Fahrdynamik bringt Nachteile beim Fahrkomfort und bei der Traktion von Geländefahrzeugen, die eine große Achsverschränkung benötigen. Um diese Zielkonflikte aufzulösen, wurden aktive Stabilisatoren entwickelt, die die Steifigkeit je nach Situation einstellen bzw. anpassen können. Der erste wurde 1994 von Citroën im Modell Xantia Activa eingeführt.
Dazu wird das Drehstabgestänge an einer Stelle aufgeschnitten und hier ein hydraulischer oder elektrischer Aktuator eingesetzt. So können bereits bei sehr geringen Federwegdifferenzen Radlastdifferenzen zwischen den beiden Rädern einer Achse erzeugt werden (hohe Steifigkeit); sie reduzieren wie beim passiven Stabilisator die Wankneigung und beeinflussen die Tendenz zum Unter-/Übersteuern. Bei Geradeausfahrt dagegen wird die Torsion des Drehstabs zur Verbesserung des Fahrkomforts erhöht (geringe Steifigkeit).
Beispiele für die aktive Wankstabilisierung gibt es bei vielen namhaften Herstellern, z. B. bei Porsche die Dynamic Chassis Control (PDCC).
Bei der Active Body Control von Mercedes-Benz wurde vollständig auf Stabilisatoren verzichtet. Hydraulikzylinder verändern abhängig vom Fahrzustand die Federvorspannung an allen Rädern und sorgen so für die gewünschte Fahrzeuglage.